# 舒門州
舒門州是保加利亞的一個州，位於該國東北部。面積3,390.2平方公里，2006年人口205,198人。州府舒門，下分为10个市镇。該州多數居民信奉東正教。